# أشنوية
أشنوية هي بلدة في کردستان إيران قرب حدود كردستان العراق. وهي عاصمة إقليم أشنویه‌ في محافظة أذربیجان الغربیة.

## أعلام
- سيامند رحمان
- إدريس البارزاني
- سمكو آغا شكاك